# Вишерогорск
Вишерого́рск — посёлок в Красновишерском районе Пермского края России. Административный центр Вишерогорского сельского поселения.

## История
Населённый пункт возник в 1968 году. В 1978 году здесь было образовано лесозаготовительное предприятие. Вишерогорск являлся административным центром Вишерогорского сельского совета (с 4 августа 1970 до января 2006 года).

## Географическое положение
Расположен на правом берегу реки Вишера, напротив места впадения в неё реки Большой Колчим, примерно в 22 км к северо-востоку от центра района, города Красновишерск. В 5 км от посёлка вниз по течению реки расположена скала Говорливый Камень, ландшафтный памятник природы регионального значения.

## Население
| 2010 |
| ---- |
| 440  |

## Улицы
В посёлке четыре улицы:
- Зелёная ул.
- Лесная ул.
- Первомайская ул.
- Пионерская ул.

## Топографические карты
- Лист карты P-40-127,128 Красновишерск. Масштаб: 1 : 100 000. Состояние местности на 1982 год. Издание 1988 г.